# Lady Day (cristianismo)
En el año litúrgico occidental, Lady Day es el nombre tradicional en algunos países de habla inglesa de la Fiesta de la Anunciación, que se celebra el 25 de marzo, y conmemora la visita del arcángel Gabriel a la Virgen María, durante la cual le informó que sería la madre de Jesucristo, el Hijo de Dios.
El acontecimiento que se conmemora se conoce en el Book of Common Prayer (1549) de Eduardo VI y en el Book of Common Prayer (1662) como "La Anunciación de la (Bendita) Virgen María", pero más exactamente (como en el calendario moderno de la Iglesia de Inglaterra) se denomina "La Anunciación de nuestro Señor a la Bendita Virgen María". Es el primero de los cuatro trimestres ingleses tradicionales. La "(Nuestra) Señora" es la Virgen María. El término deriva del inglés medio, cuando algunos sustantivos perdieron sus inflexiones de genitivo. "Lady" ganaría más tarde una terminación de genitivo -s, y por lo tanto el nombre significa "(Our) Lady's day". El día conmemora la tradición del anuncio del arcángel Gabriel a María de que daría a luz al Cristo.
Se celebra el 25 de marzo de cada año. En los ritos latinos de la Iglesia católica, cuando el 25 de marzo cae durante la Semana Santa o la Semana de Pascua, se adelanta la fiesta de la Anunciación del Señor al primer día adecuado durante el Tiempo de Pascua. En la Iglesia ortodoxa y las Iglesias católicas orientales de rito bizantino, nunca se traslada, aunque caiga en Pascha (Pascua). La concurrencia de estas dos fiestas se denomina kyriopascha.
La fiesta de la Anunciación se observa casi universalmente en todo el cristianismo, especialmente dentro de la Ortodoxia, el anglicanismo, el catolicismo y el luteranismo. Es una de las principales fiestas de mariana, clasificada como solemnidad en la Iglesia Católica, como «Fiesta» en las Iglesias Luteranas, y como «Fiesta Principal» en la Comunión Anglicana. En el cristianismo ortodoxo, debido a que anuncia la Encarnación de Cristo, se cuenta como una de las 8 grandes fiestas del Señor, y no entre las 4 grandes Fiestas Marianas, aunque algunos aspectos destacados de su observancia litúrgica son marianos. Dos ejemplos de la importancia concedida en la liturgia cristiana, especialmente en el catolicismo romano, a la Anunciación son el rezo del Ángelus y la posición del acontecimiento como primer misterio gozoso del  Rosario.

## Significado no religioso
En Inglaterra, el Día de la Dama era el Día de Año Nuevo (es decir, el año nuevo comenzaba el 25 de marzo) desde 1155 hasta 1752, cuando se adoptó en Gran Bretaña y su Imperio la Calendario gregoriano y con ello el primero de enero como comienzo oficial del año en Inglaterra, Gales e Irlanda. (Escocia cambió su día de año nuevo al 1 de enero en 1600.) Un vestigio de esto permanece en el Año fiscal del Reino Unido, que termina el 5 de abril, o "Old Lady Day", es decir, Lady Day ajustado por los 11 "días perdidos" del  cambio de calendario en 1752. Hasta este cambio, el Lady Day se utilizaba como inicio del año legal y del año fiscal y tributario. Hay que distinguirlo del año litúrgico e histórico.
Como fin de año y quarter-day que convenientemente no caía dentro o entre las estaciones de arado y cosecha, el Lady Day era un día tradicional en el que los contratos de un año entre los terratenientes y los agricultores arrendatarios  comenzaban y terminaban en Inglaterra y tierras cercanas (aunque había variaciones regionales). El momento de la "entrada" de los agricultores en nuevas granjas y en nuevos campos era a menudo este día. Como resultado, las familias de agricultores que cambiaban de granja se desplazaban de la antigua a la nueva en el Día de nuestra Señora. En 1752, el imperio británico finalmente siguió a la mayor parte de Europa occidental en el cambio al calendario gregoriano desde el calendario juliano. El juliano se retrasó entonces 11 días con respecto al gregoriano, por lo que el 25 de marzo del calendario antiguo se convirtió en el 5 de abril ("Old Lady Day"), que asumió el papel de inicio de año contractual. (La fecha es importante en algunas obras de Thomas Hardy, como Tess of the d'Urbervilles y Far from the Madding Crowd, y se comenta en su ensayo de 1884 "The Dorset Farm Labourer").

## Otros usos
En Irlanda, sin embargo, el Lady Day se celebra el 15 de agosto, la fiesta de la Asunción de María, y es un día en el que se celebran ferias en muchos pueblos del campo.